# Citybanan

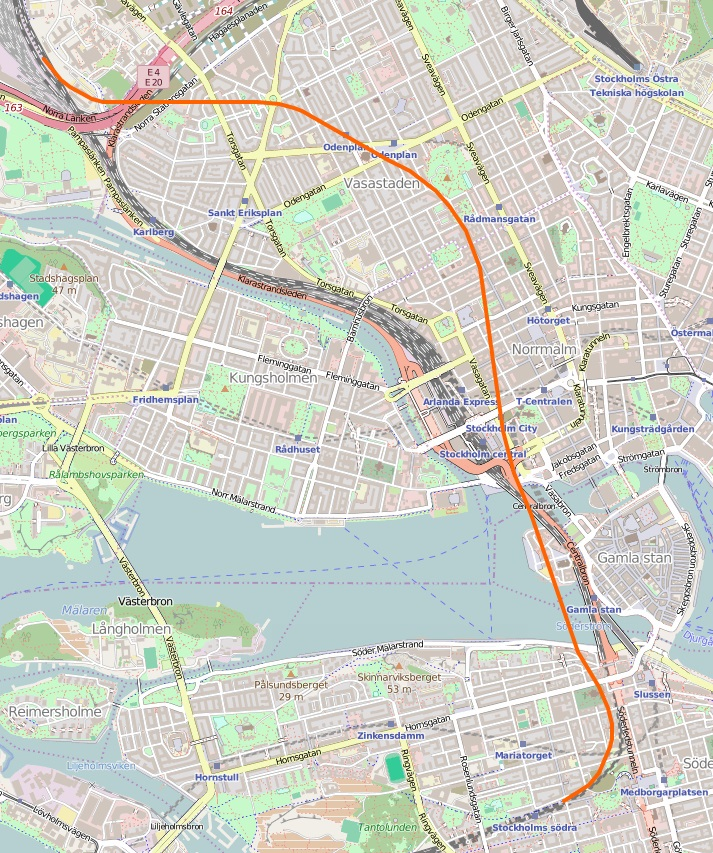
Przewidywana trasa Citybanan

Citybanan to długi na 6 km tunel kolejowy, który jest budowany pod centralnymi dzielnicami Sztokholmu. Połączenie będzie miało podwójny tor, jak również tunel techniczny i ratunkowy, i jest pomyślane jako linia oddzielająca system kolei podmiejskiej w Sztokholmie od pozostałej komunikacji kolejowej, jaka odbywa się przez centrum miasta. Projekt przewiduje wybudowanie dwóch podziemnych dworców: City (pod T-Centralen) i Stockholm Odenplan, oraz długiego na 1,4 km wiaduktu kolejowego w Årstaberg (dzielnica Hägersten-Liljeholmen). Prace budowlane rozpoczęły się oficjalnie 24 stycznia 2009, a ich zakończenie i uruchomienie połączenia urząd komunikacyjny Trafikverket przewiduje na 2017.
Uzasadnieniem realizacji projektu jest fakt, iż co piąty Szwed mieszka obecnie w rejonie Wielkiego Sztokholmu, a 8 na 10 pociągów zaczyna lub kończy swoją trasę w Sztokholmie; system komunikacyjny musi więc podołać wzrastającym z tego tytułu obciążeniom. Pociągi podmiejskie staną się przez wybudowanie Citybanan bardziej punktualne, a częstotliwość ich kursowania będzie mogła ulec zwiększeniu; tym samym będą one stanowić alternatywę dla indywidualnego transportu samochodowego. 

## Historia

### Linia połączeniowa Sammanbindningsbanan

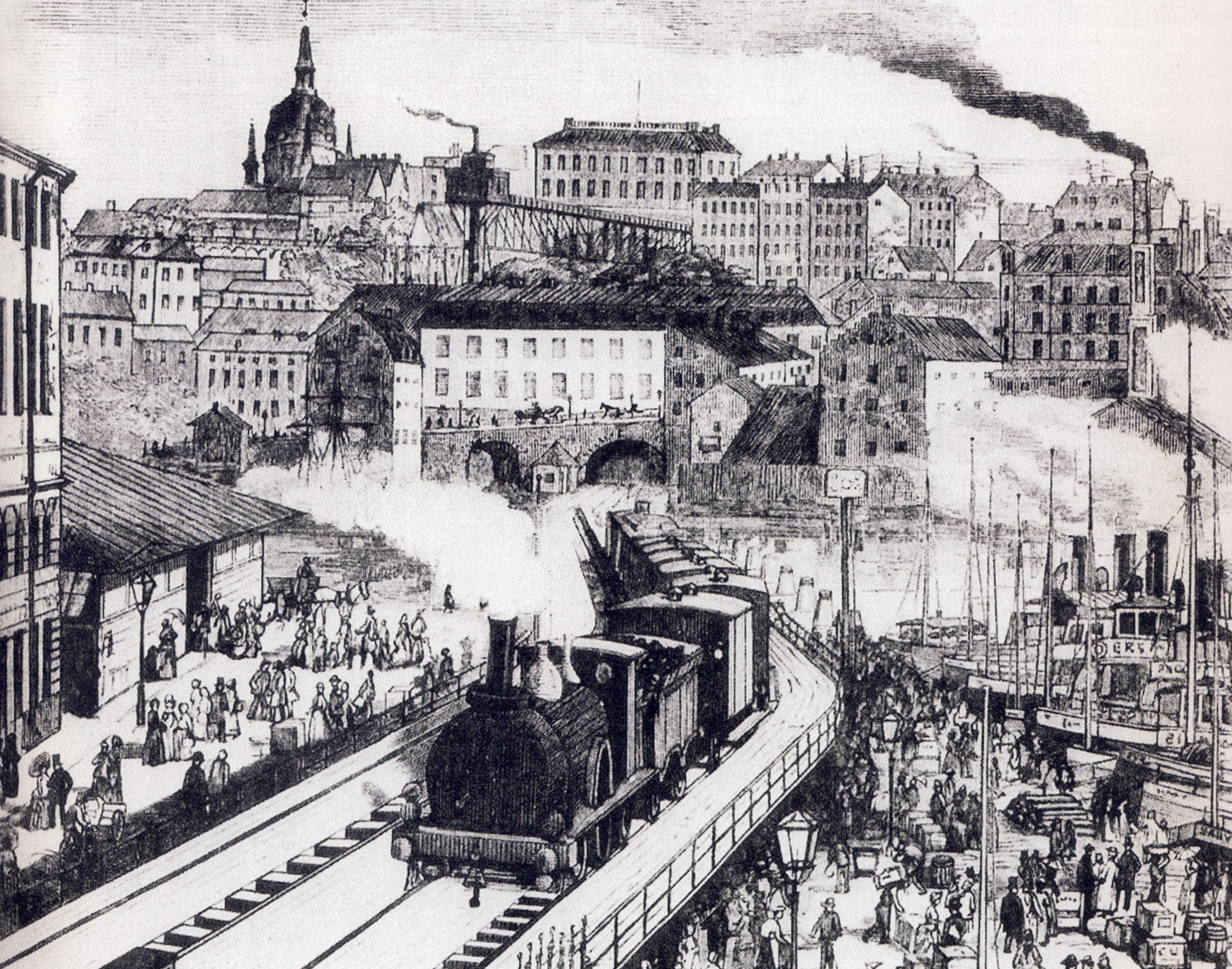
Linia połączeniowa Sammanbindningsbanan (1886)

W 1860 oddano do użytku połączenie kolejowe Sztokholm-Göteborg, tzw. Västra stambanan. Sześć lat później uruchomiono połączenie Stockholm–Uppsala, jako pierwszą część tzw. Norra stambanan – linii w kierunku północnym. Każde z nich połączeń miało własny dworzec kolejowy, Stockholms södra w dzielnicy Södermalm i Stockholms norra w dzielnicy Norrmalm.
Żeby połączyć ze sobą te dwie linie kolejowe, wybudowano tzw. Sammanbindningsbanan (pol. linia połączeniowa), którą oddano do użytku 17 lipca 1871. Równocześnie oddano do użytku Dworzec Centralny. Połączenie zostało zbudowane z wykorzystaniem wiaduktów i tuneli. Było to wówczas najdroższe przedsięwzięcie kolejowe w Szwecji (w przeliczeniu na 1 km): wyniosło ono 2 mln szwedzkich talarów na kilometr (biorąc pod uwagę wartość pieniądza w 1870), podczas gdy koszt wybudowania 1 km linii kolejowej jednotorowej wynosił wówczas przeciętnie 50000-100000 talarów. Linia ta była wielokrotnie przebudowywana. Dużej przebudowy dokonano w latach 50. XX w. w celu pogodzenia ruchu kolejowego z systemem komunikacji podziemnej. Kolejnej przebudowy dokonano w latach 60., kiedy oddano do użytku bezkolizyjne skrzyżowanie przy placu Tegelbacken i po raz ostatni w latach 80., kiedy to zbudowano obecny dworzec kolejowy Stockholms södra. W miarę kolejnych modernizacji tego połączenia wzrastała jego przepustowość, a obecnie, po dokonanych w 2006 zmianach w systemie sygnalizacyjnym i rozjazdowym, wynosi 28 pociągów na godzinę w jednym kierunku.

### Trzeci tor
W celu zwiększenia przepustowości dotychczasowej linii Sammanbindningsbanan planowano w latach 70.–90. położenie trzeciego toru. W latach 90. porzucono ostatecznie ten projekt na rzecz wybudowania nowego połączenia tunelowego, Citybanan. W 2006 projekt trzeciego toru poddano powtórnej analizie z powodu mocno zwiększonego kosztorysu przedsięwzięcia Citybanan, po czym ostatecznie odłożono go na półkę. Jednym z powodów rezygnacji był fakt, iż połączenie miało przebiegać przez teren cenny historycznie, na którym znajduje się m.in. kościół Riddarholmen – nekropolia królów szwedzkich. Kolejnym powodem był wniosek, że trzeci tor nie wystarczy, ponieważ musiałby on być używany jako tor pojedynczy, co dawałoby przepustowość 8 pociągów na godzinę w jednym kierunku, a to z kolei oznaczałoby oczekiwanie na przejazd. Wybudowanie połączenia dwutorowego zamiast jednotorowego poprawiłoby znacznie przepustowość linii (24 pociągi na godzinę w jednym kierunku), ale z kolei wymagałoby znacznych wyburzeń na wyspie Riddarholmen.

### Obecny stan komunikacyjny

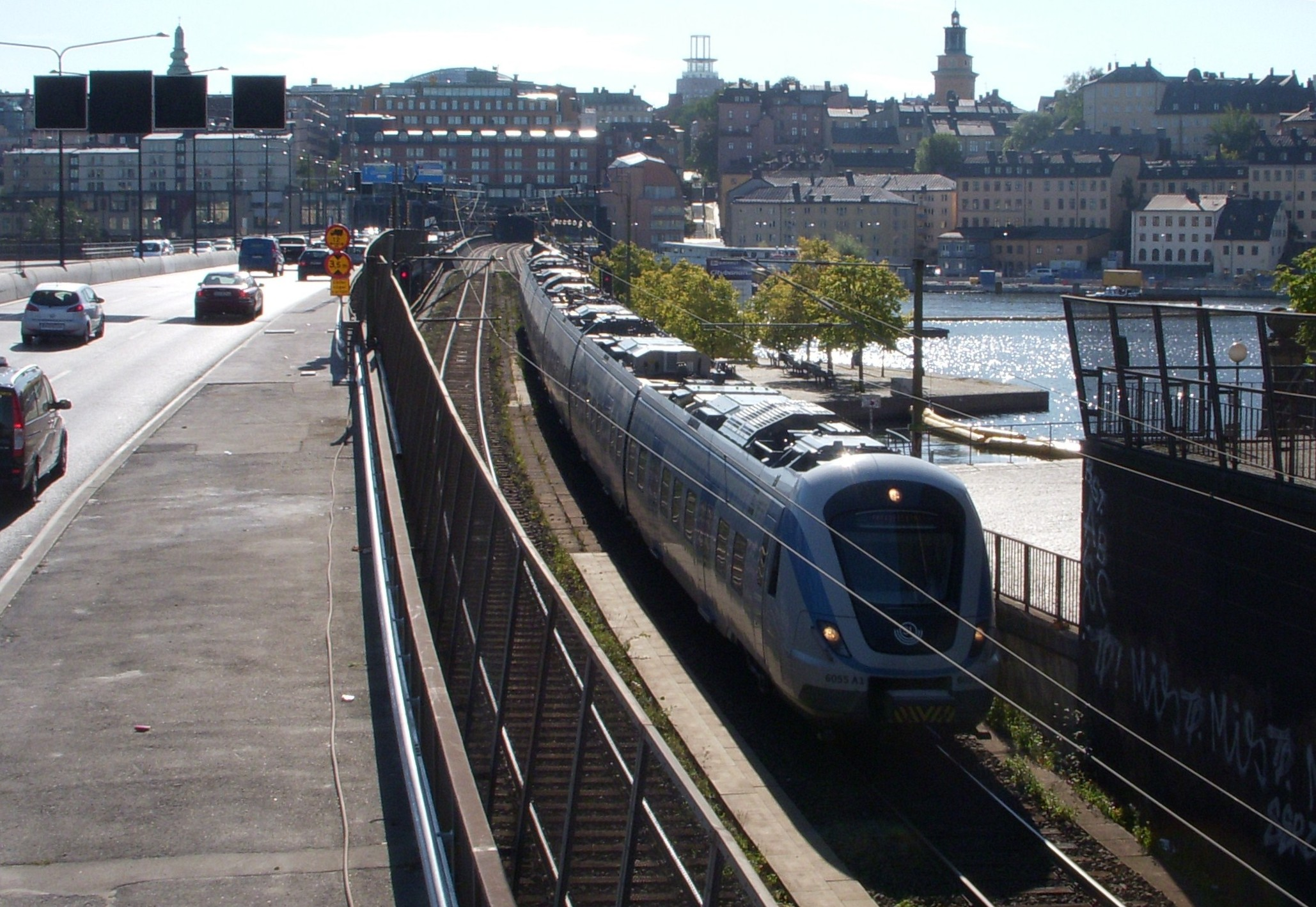
Pociąg podmiejski jadący przez wyspę Riddarholmen w kierunku północnym po dotychczasowej Sammanbindningsbanan (wrzesień 2009)

Obecnie wjazd na Dworzec Centralny od południa odbywa się za pośrednictwem dwóch torów, z których korzystają pociągi podmiejskie, osobowe, towarowe i dalekobieżne. Maksymalna przepustowość wynosi 24 pociągi na godzinę w jednym kierunku w godzinach szczytu i jest bliska przepustowości maksymalnej. W praktyce oznacza to, iż jeśli jeden pociąg ma opóźnienie, wiele jadących za nim też jest zagrożonych spóźnieniem. Towarzyszy temu brak peronów, jako że obecnie jest 6 peronów dla pociągów dalekobieżnych odjeżdżających w kierunku południowym lub stamtąd przyjeżdżających i 4 perony dla pociągów podmiejskich.
Oprócz pociągów podmiejskich dozwolona jest odprawa maksymalnie 8 pociągów osobowych/dalekobieżnych na godzinę w jednym kierunku udających się na południe od Sztokholmu. Oznacza to 1 pociąg osobowy na godzinę w kierunku Nyköping/Linköping, 1 w kierunku Eskilstuny i 1 w kierunku Hallsberga. Jest to za mało, żeby oferta ta mogła być atrakcyjna dla pasażerów dojeżdżających do stolicy. Poza tym odprawiany jest 1 pociąg dalekobieżny w kierunku Göteborga, Malmö i Karlstadu, czasami pociąg dodatkowy ze stacją docelową w Jönköping lub Uddevalli. W chwili obecnej nie jest możliwe zwiększenie przepustowości poprzez zwiększenie liczby pociągów, ale czasem jest możliwe powiększenie składu pociągu.
Liczba miejsc siedzących w pociągach kursujących obecnie w kierunku na południe od Dworca Centralnego wynosi ok. 30000 na godzinę (ok. 750 miejsc siedzących przypada na pociąg podmiejski i 400 na pozostałe pociągi) w kierunku tam i z powrotem. W godzinach szczytu wielu pasażerów musi stać. Citybanan pozwoli podwoić przepustowość.

## Proces decyzyjny
W maju 2006 Stockholms läns landsting, Banverket i Stockholms stad osiągnęły porozumienie w/s finansowania projektu Citybanan. Rozpoczęcie robót budowlanych zaplanowano na 2008, a ich zakończenie na lata między 2013 a 2016.
W latach 2005–2006 rozpoczęły się prace przygotowawcze polegające na przebudowie torowisk na terenie Dworca Centralnego w celu przygotowania miejsca dla robót tunelowych. Po zmianie władzy w wyniku wyborów parlamentarnych we wrześniu 2006 nowo powołany rząd Fredrika Reinfeldta zamierzał zerwać osiągnięte porozumienie w/s finansowania projektu Citybanan. Studiowano przez pewien czas zarzucony wcześniej plan budowy trzeciego toru. Pod koniec 2006 podjęto jednak decyzję o budowie Citybanan, a oficjalne stanowisko ogłoszono w maju 2007. Ówczesna minister infrastruktury Åsa Torstensson podkreślała przyszłościowe znaczenie projektu dla poprawy komunikacji w centrum miasta. Koszt robót wyceniono na ok. 16 miliardów koron szwedzkich. 6,5 miliarda było już wcześniej przewidziane w budżecie państwowym, natomiast ok. 4 miliardy zadeklarował region terytorialny Sztokholmu. Wiele gmin z regionów położonych w rejonie jeziora Melar oraz region Östergötland podpisało wstępne deklaracje dotyczące gotowości współfinansowania projektu na łączną kwotę ok. 2 miliardów koron. W marcu 2007 również gmina Örebro podpisała deklarację dotyczącą jej gotowości finansowania tego projektu.
W lipcu 2007 podpisano pierwszy kontrakt projektowy, a w styczniu 2008 pierwszy kontrakt budowlany dotyczący odcinkowego tunelu Söderström pomiędzy Söder Mälarstrand a Riddarholmen. 
Oficjalne rozpoczęcie robót budowlanych miało miejsce 24 stycznia 2009. Zakończenie ich przewiduje się na 2017.

## Problemy techniczne

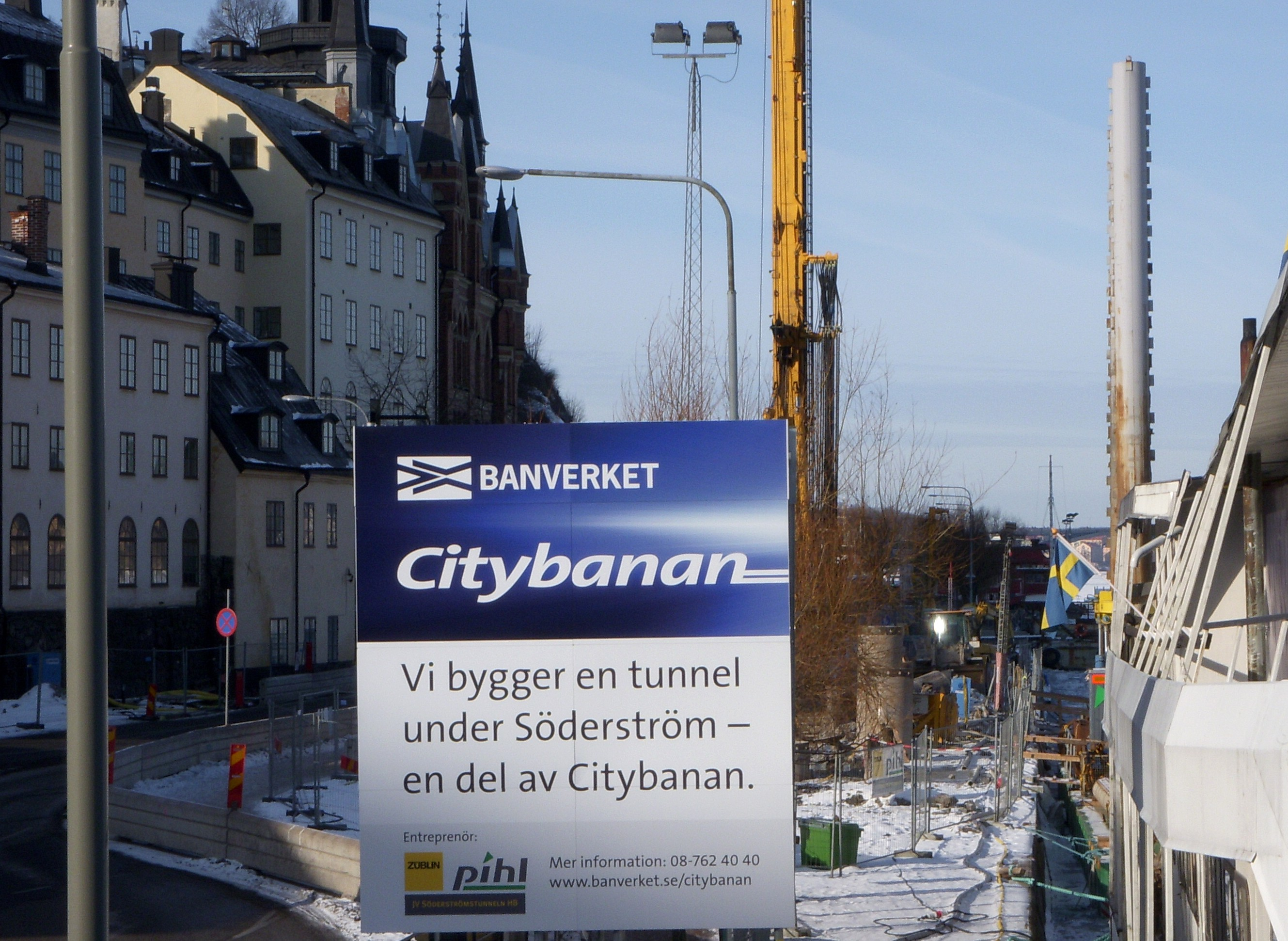
Citybanan w marcu 2009

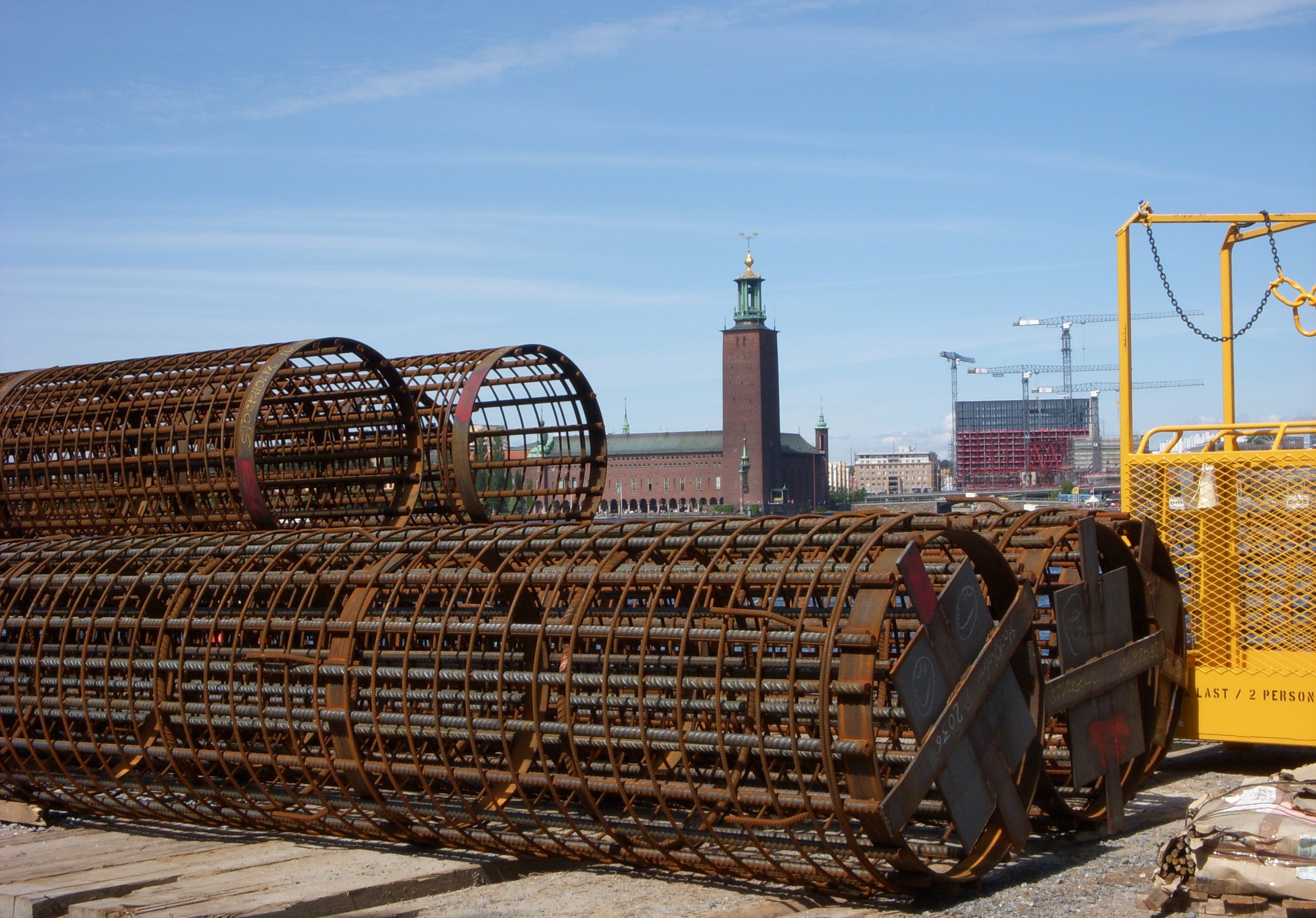
Roboty przy Söderströmstunneln (18 lipca 2009)

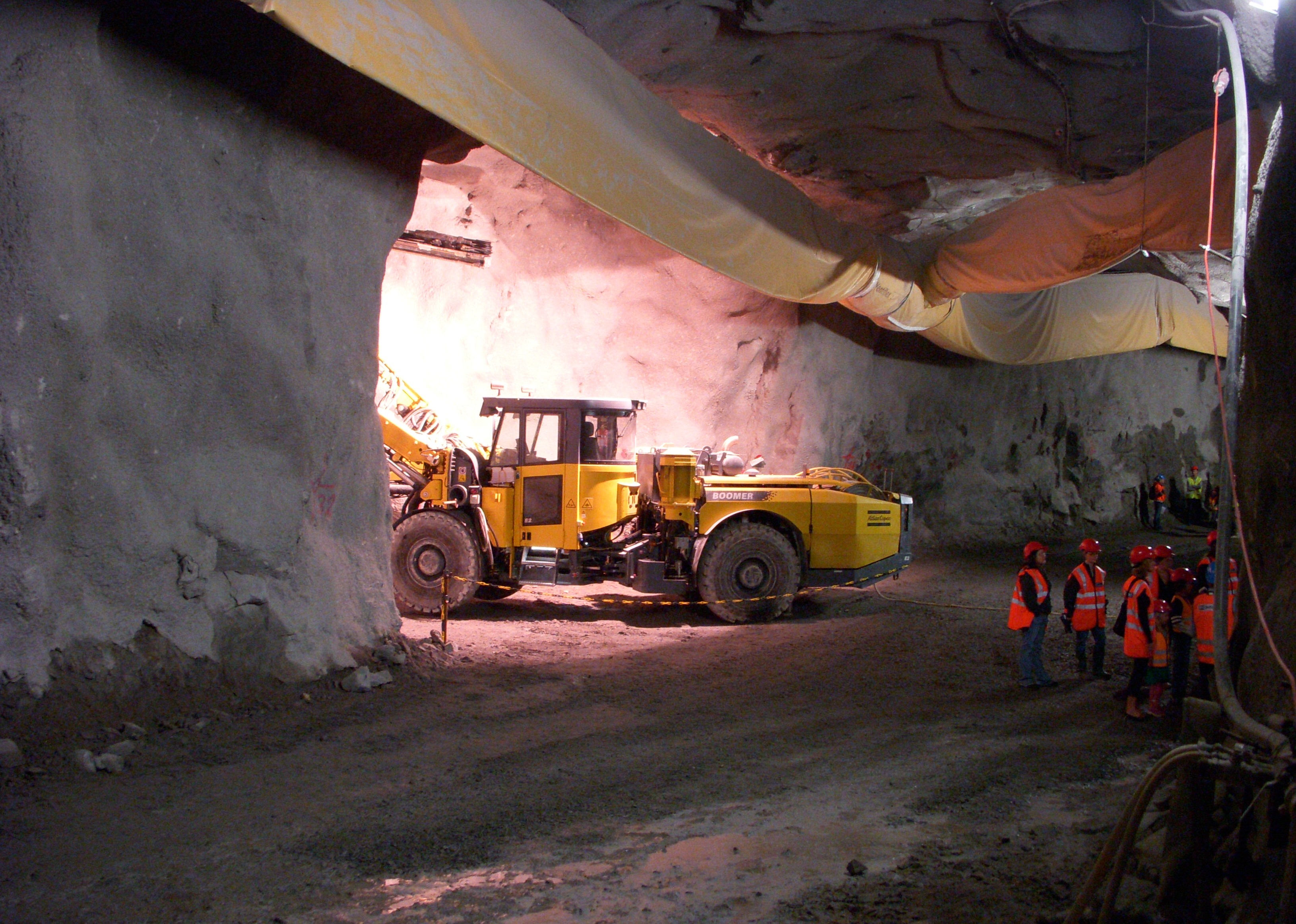
Roboty przy tunelu technicznym pod Pustegränd (20 września 2009)

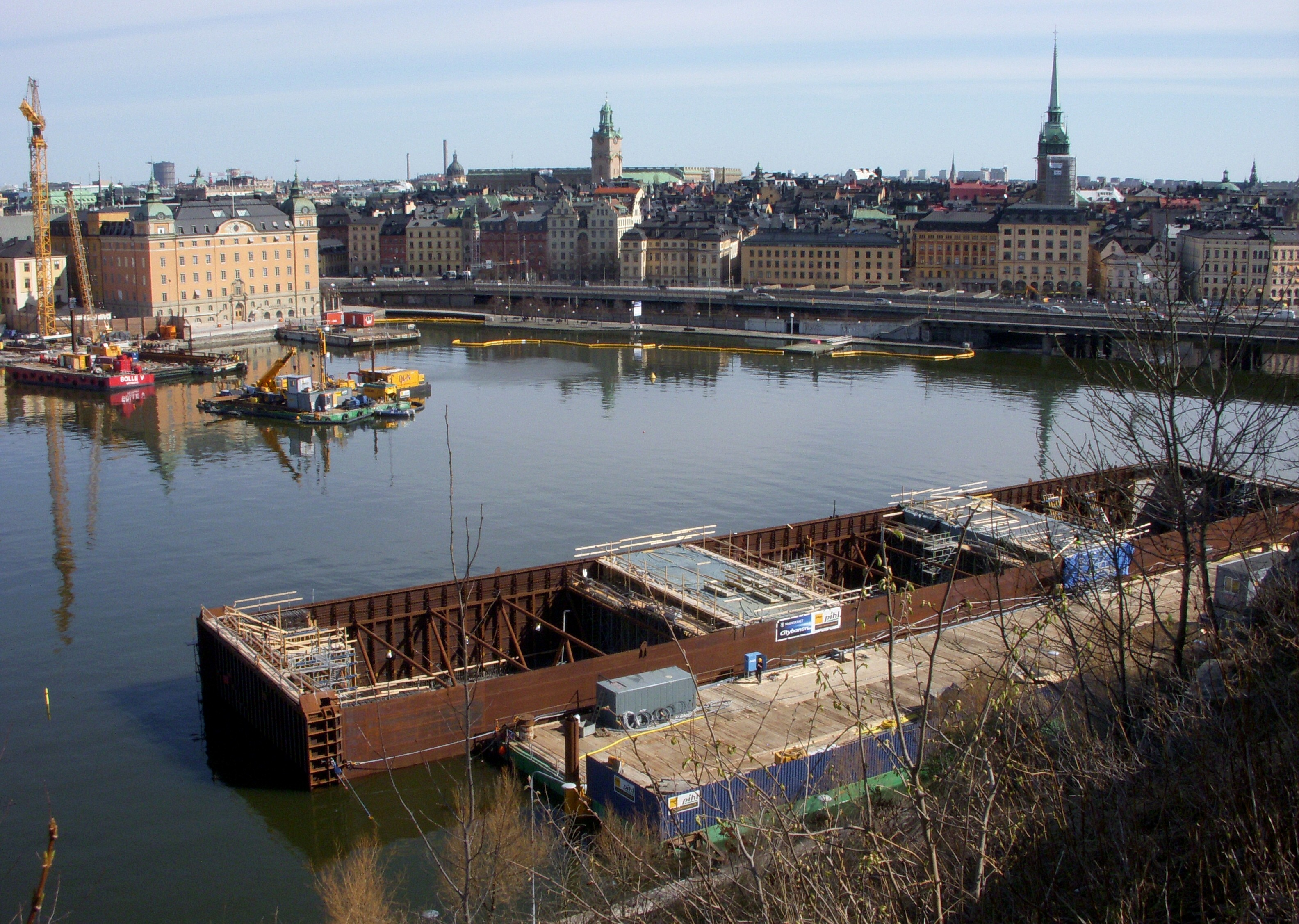
Roboty kesonowe przy Söderströmstunneln pod Riddarfjärden/Söderström (kwiecień 2010)

Celem przedsięwzięcia Citybanan jest poprowadzenie szybkiej kolei miejskiej przez specjalny 6-kilometrowy 2-torowy tunel usytuowany pomiędzy terminalem pocztowym Tomteboda a dworcem Stockholms södra station. Projekt zakłada wybudowanie dwóch nowych dworców, Stockholm City station i Stockholm Odenplan station, przy równoczesnej likwidacji dworca Karlbergs station. Citybanan będzie przebiegać pod tunelem sztokholmskiego metra. Równolegle z tunelem kolejowym będzie budowany mniejszy tunel techniczny i ratunkowy.
Głębokość na jakiej będzie przebiegał tunel wymaga kąta nachylenia do 3%, co sprawia, iż w zasadzie tylko zespół trakcyjny typu dzisiejszego pociągu podmiejskiego będzie mógł wjechać do tunelu. Citybanan będzie się kończyć z jednej strony przy dworcu Stockholm södra station i wykorzystywać jego dwa północne tory. W celu umożliwienia zespołowi trakcyjnemu wjazdu na prawidłowy tor w kierunku południowym wybudowany zostanie na południe od Årstaberg wiadukt, który poprowadzi ponad torami kolei podmiejskiej pociągi dalekobieżne jadące na północ. Na drugim końcu Citybanan, przy terminalu Tomteboda buduje się bezkolizyjne połączenie w celu umożliwienia równorzędnej jazdy pociągów podmiejskich i dalekobieżnych w obu kierunkach.
Citybanan jest rozwiązaniem niezbędnym, jeśli chce się zwiększyć ruch na wszystkich liniach kolejowych dla pociągów przyjeżdżających do Sztokholmu i wyjeżdżających stąd; dotyczy to zwłaszcza linii Västra stambanan, Svealandsbanan, Ostkustbanan i planowanej w przyszłości Ostlänken. Rozwiązanie jest tym bardziej nieodzowne, że przeważająca część wszystkich tras pociągów w Szwecji przechodzi przez Dworzec Centralny; 80% pociągów rozpoczyna lub kończy trasę w Sztokholmie. Według obliczeń oddanie Citybanan do użytku umożliwi dwukrotny wzrost przepustowości linii kolejowej przez Sztokholm. 

### Podstawowe dane techniczne
- długość tunelu – 6 km, podwójny tor dla pociągów podmiejskich,
- tunel będzie przebiegał na głębokości 10–45 m pod powierzchnią ziemi,
- wiadukt kolejowy pomiędzy Årsta a Älvsjö będzie miał 1,4 km długości,
- czas podróży pomiędzy dworcami Odenplan a Stockholm södra wyniesie 5 min[7].

## Kosztorys
Koszt wybudowania połączenia oblicza się na 16,3 miliarda koron szwedzkich biorąc pod uwagę wartość pieniądza w 2007. Daje to koszt jednostkowy 2,5 miliarda na 1 km. Kosztorys przedsięwzięcia wygląda następująco:
- koszt sporządzenia projektu i robót przygotowawczych: 1,3 miliardów koron szwedzkich,
- administrowanie projektem: 600 milionów,
- projektowanie i produkcja, łącznie rezerwa: 2,8 miliarda,
- odcinek północny, w tym dworzec Stockholm Odenplan: 2,4 miliarda,
- odcinek centralny, w tym dworzec City: 4,2 miliarda,
- odcinek południowy: 2,1 miliarda,
- roboty kolejowe (np. tory) i in.: 1,9 miliarda,
- połączenie Årstabron-Älvsjö, w tym roboty kolejowe: 1 miliard.

## Realizacja projektu
Citybanan to złożony projekt z dziedziny infrastruktury. Dzięki zakrojonemu na szeroką skalę planowaniu wstępnemu, polegającemu na wyborze odpowiednich metod i czasu pracy projekt będzie realizowany tak, aby jego wpływ na codzienne funkcjonowanie życia w centrum Sztokholmu był jak najmniejszy. Tym niemniej pewne ograniczenia będą nieuniknione. Dotyczyć one będą życia mieszkańców, infrastruktury miasta i jego środowiska.
Naziemne roboty budowlane oraz roboty ziemne i wiertnicze będą miały miejsce przede wszystkim w rejonie Tomteboda, Söderström i Mariagårdstäppan na Södermalm. Obejmą one wybudowanie wejść do stacji i schodów, wjazdów, tuneli roboczych i montaż urządzeń wentylacyjnych i odprowadzających wodę. 
Wydrążenie nowych tuneli kolejowych wymaga z kolei zakrojonych na szeroką skale robót strzałowych, które będą wykonywane w centrum miasta w bezpośrednim sąsiedztwie podatnych na wstrząsy fundamentów starych budynków czy już istniejących elementów infrastruktury podziemnej jak metro czy sieć wodociągowa. 

### Etapy budowy
Citybanan będzie składała się z następujących elementów:
- Połączenie z istniejącą siecią kolejową w rejonie Tomteboda wraz z przebudową torowisk;
- Linia kolejowa i tunel pomiędzy Tomteboda a dworcem Odenplan station;
- Dworzec Odenplan Station, który będzie zbudowany pod już istniejącą stacją metra Odenplan; Dworzec będzie miał początkowo dwa tory, w przyszłości natomiast planuje się rozbudowę o dwa dalsze tory. Na placu Odenplan będzie zbudowany nowy budynek dworca, wspólny ze stacją metra. Zbudowane zostaną nowe wejścia, schody ruchome i windy łączące perony Citybanan i metra;
- Podziemny tunel kolejowy pomiędzy dworcami Odenplan station a City station;
- Dworzec Station City. Będzie on wydrążony głęboko w skałach, pod już istniejącą stacją metra (linia błękitna). Składać się będzie z czterech peronów. Prowadzić do niego będą trzy wejścia, w tym jedno nowe, od strony ul. Klarabergsgatan. Wykorzystane też będą dotychczasowe wejścia prowadzące do stacji metra od strony ul. Vasagatan. I tu również przewiduje się połączenie obu dworców przy pomocy ruchomych schodów i wind;
- Podziemny tunel kolejowy pomiędzy City station a Söderström, przez wyspę Riddarholmen;
- Podziemny tunel kolejowy Söderström z Riddarholmen do Södermalm;
- Podziemny tunel kolejowy pod Södermalm prowadzący do dworca Stockholms södra;
- Dworzec Stockholms södra (z możliwością jego rozbudowy w przyszłości);
- Połączenie z istniejącą linią kolei naziemnej na południe od dworca Stockholms södra;
- Modernizację dworca Årstabergs station;
- Bezkolizyjne skrzyżowanie linii kolejowych na moście Årsta na południe od Årstabergs station;
- Tunele: techniczny i ratunkowy, równoległe tunelu kolejowego oraz drogi ewakuacyjne i urządzenia wentylacyjne;
- Stałe tunele dojazdowe w rejonie Tomteboda, Dworca Centralnego i Söder Mälarstrand.

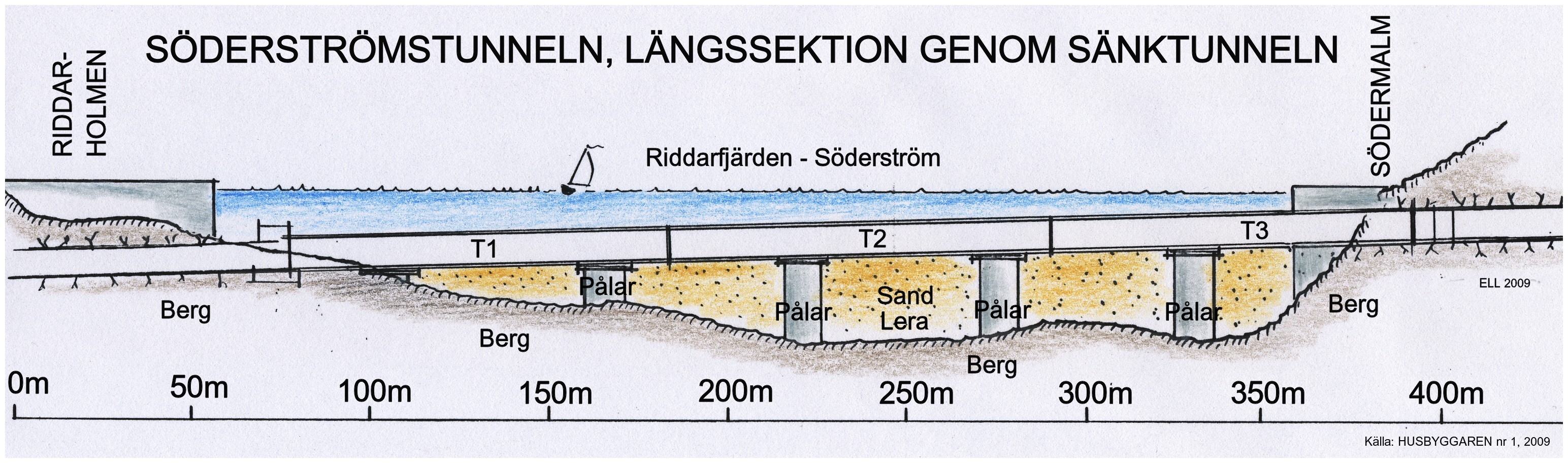
Plan tunelu Söderströmstunneln

Przy budowie długiego na ok. 400 m tunelu Söderströmstunneln (pomiędzy ul. Söder Mälarstrand a wyspą Riddarholmen) będą zastosowane zaawansowane techniki wykonawcze. Powodem jest fakt położenia płaszczyzny skały pod planowanym przebiegiem tunelu. Tunel będzie więc wykonywany metodą odkrywkową. Powstanie głęboka na ok. 30 m zsuwnia wzmocniona grubym na 1,5 m betonowym murem oporowym. Część podwodna tunelu będzie budowana z użyciem kesonu, który zostanie osadzony na dnie morza przy użyciu techniki palowania. W 2011 elementy kesonu pod Söderström zostaną zatopione i utworzą tunel kesonowy pomiędzy Söder Mälarstrand a Riddarholmen.
Do zbudowania tuneli pod Södermalm i Norrmalm wybuduje się również długie tunele robocze i transportowe: z jednej strony ok. 200-metrowy tunel mający wlot od strony ul. Söder Mälarstrand w pobliżu Mariahissen, z drugiej – długi na 700 m tunel mający wlot przy ul. Torsgatan, na zachód od mostu Barnhusbron. 

Roboty budowlane przy Söderströmstunneln i Södermalmstunneln
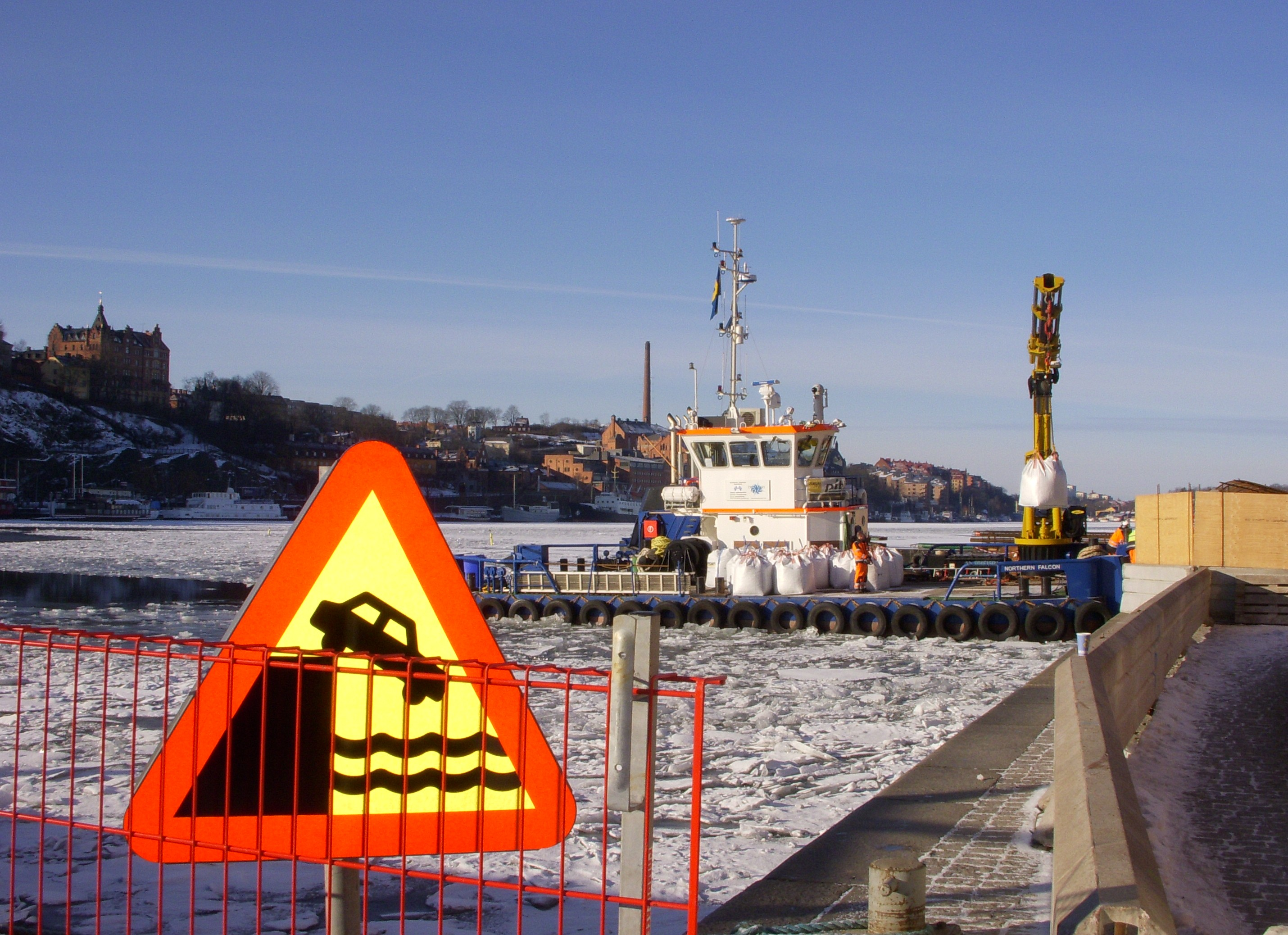
Wyspa Riddarholmen (1 marca 2009)
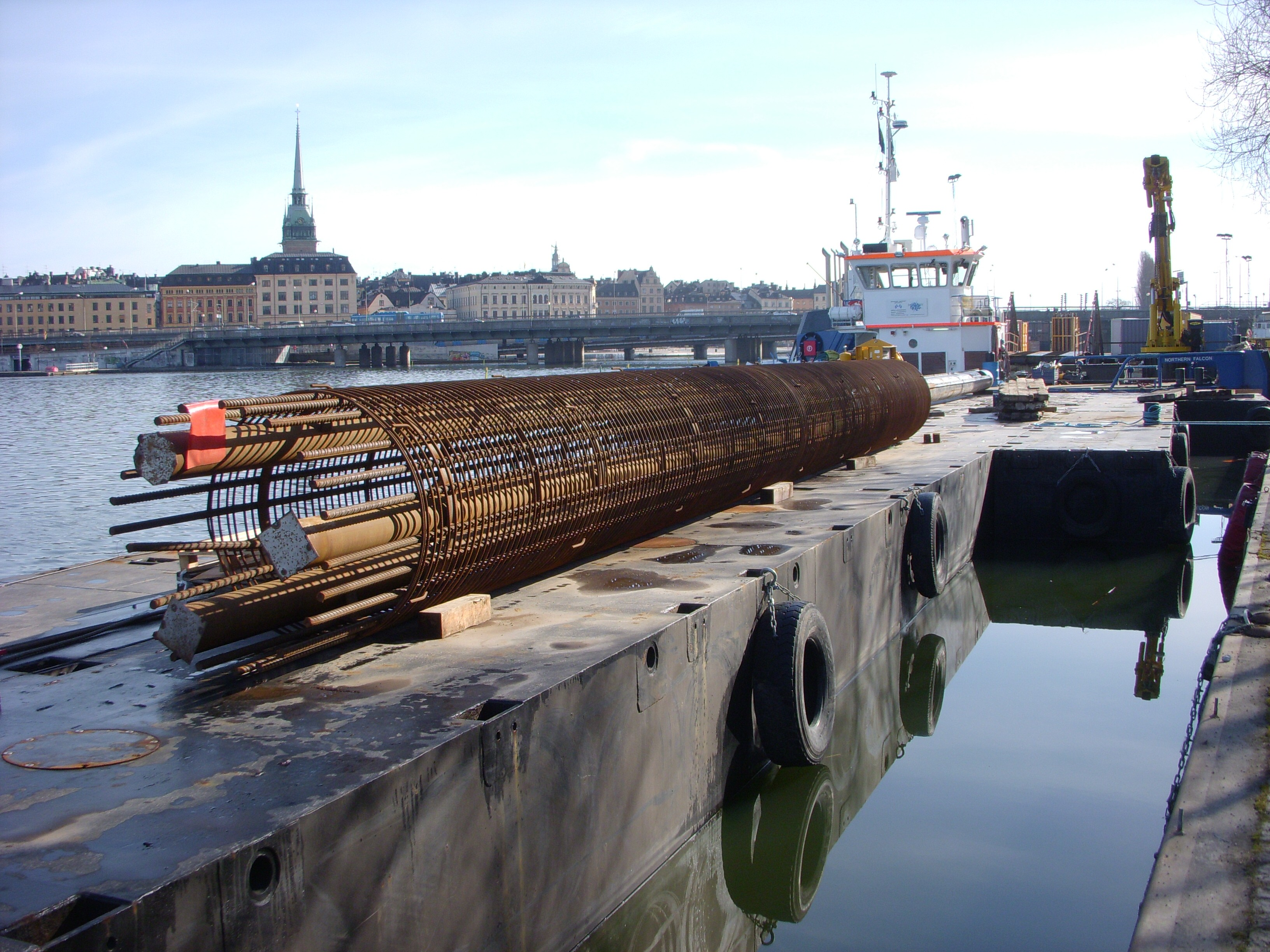
Söder Mälarstrand (10 kwietnia 2009)
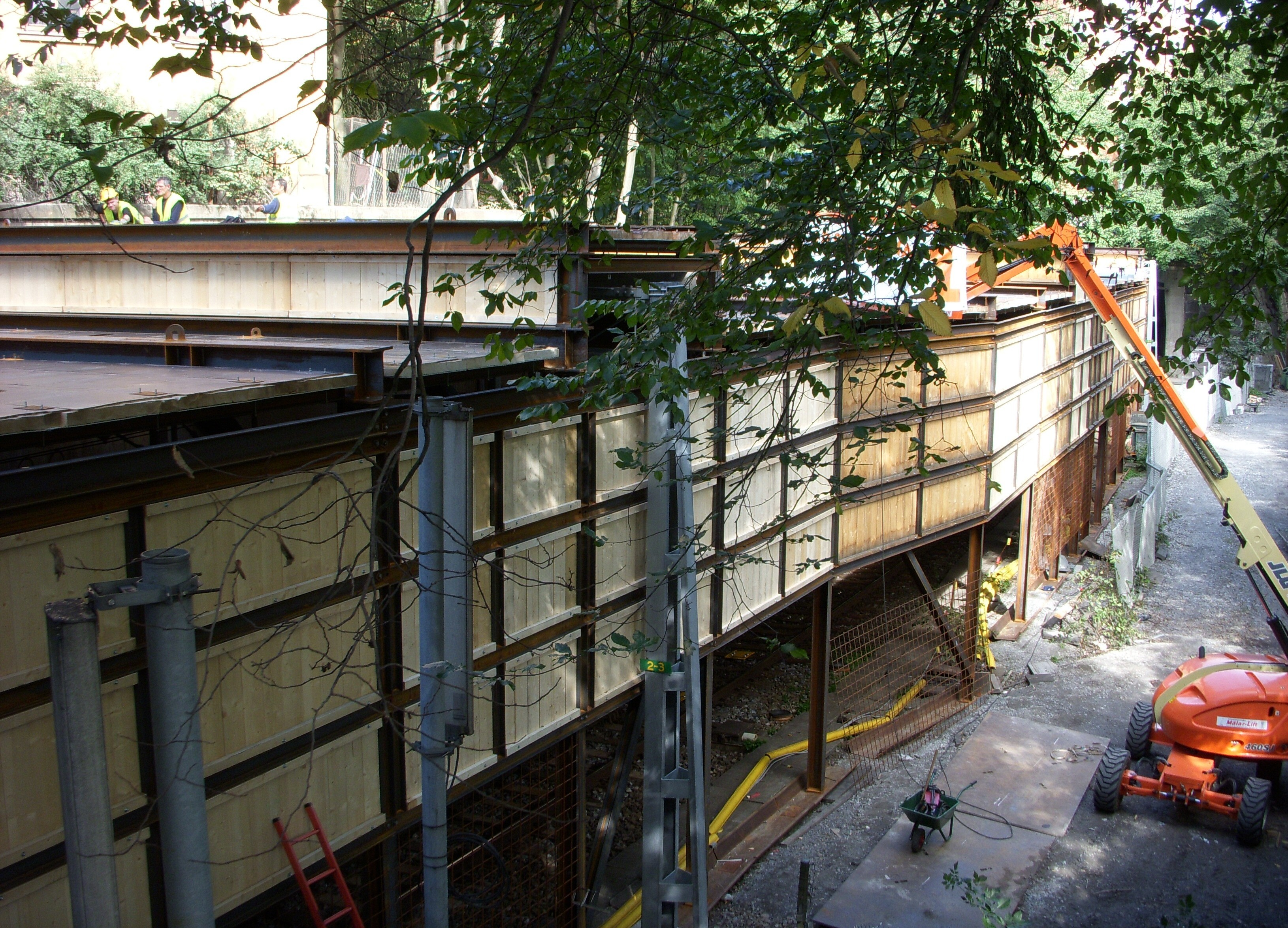
Södra station (1 września 2009)
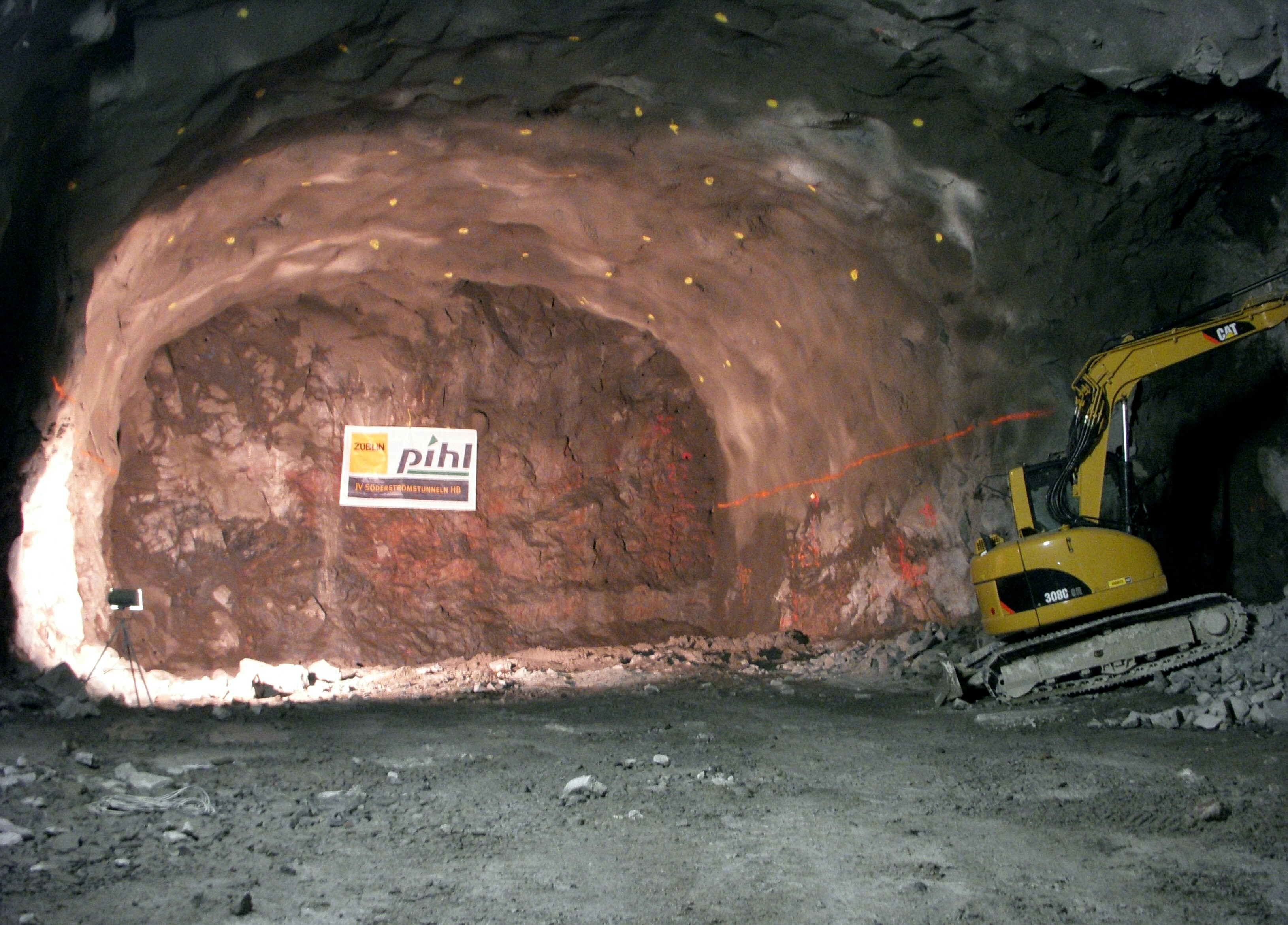
Czoło tunelu w kierunku północnym (20 września 2009)

Roboty budowlane w rejonie ul. Torsgatan
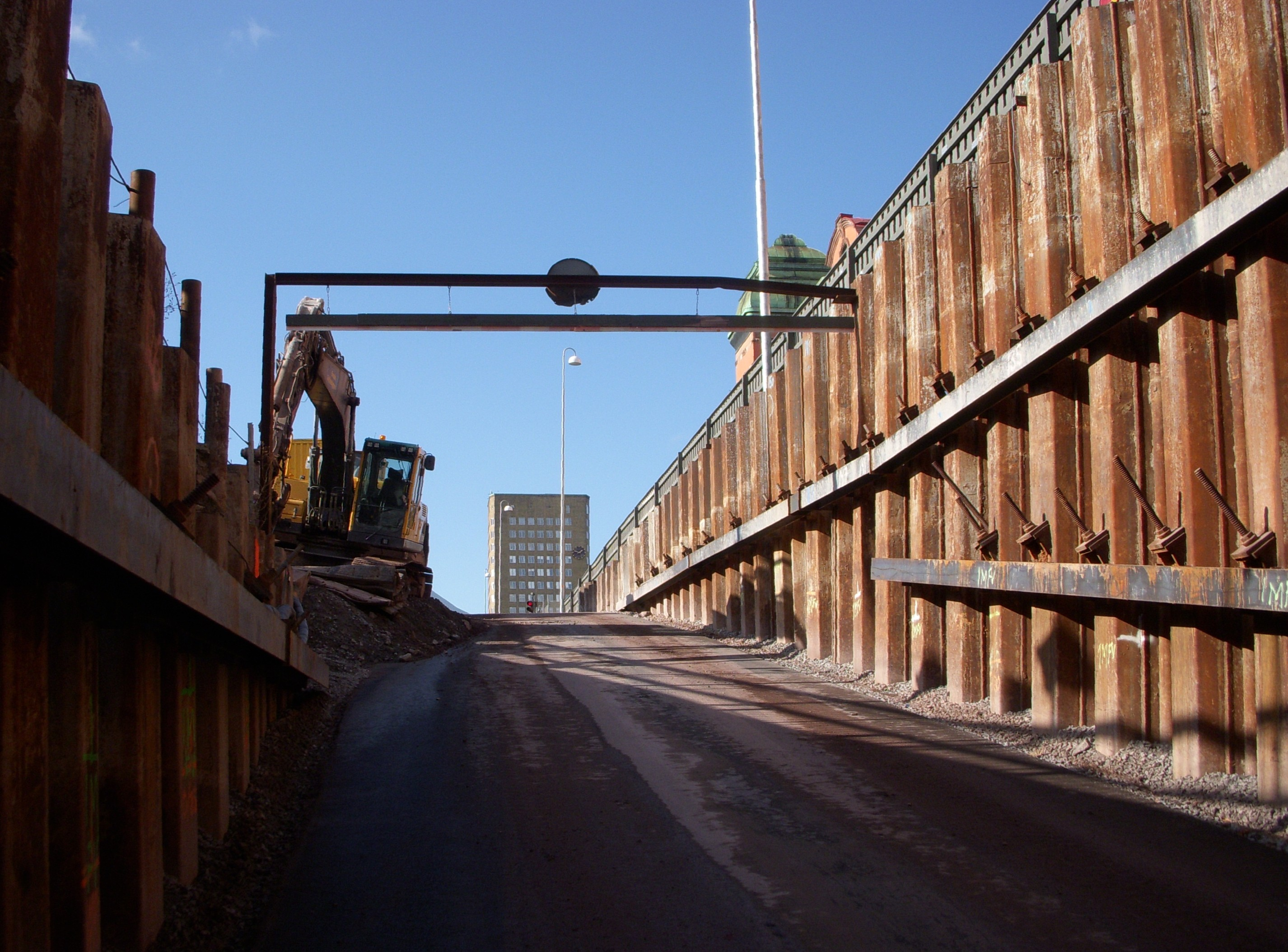
Roboty naziemne (21 września 2009)
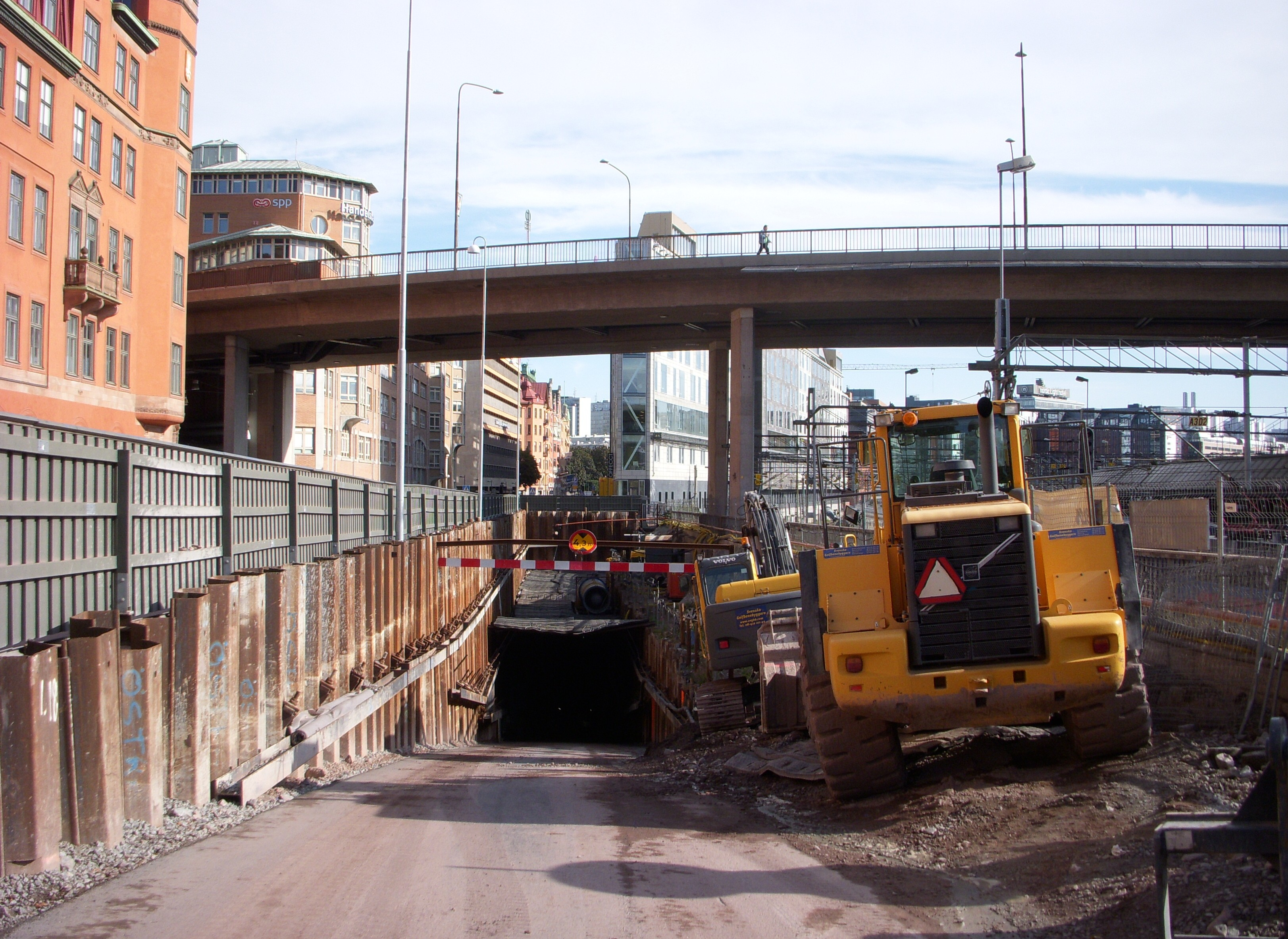
Roboty naziemne (21 września 2009)
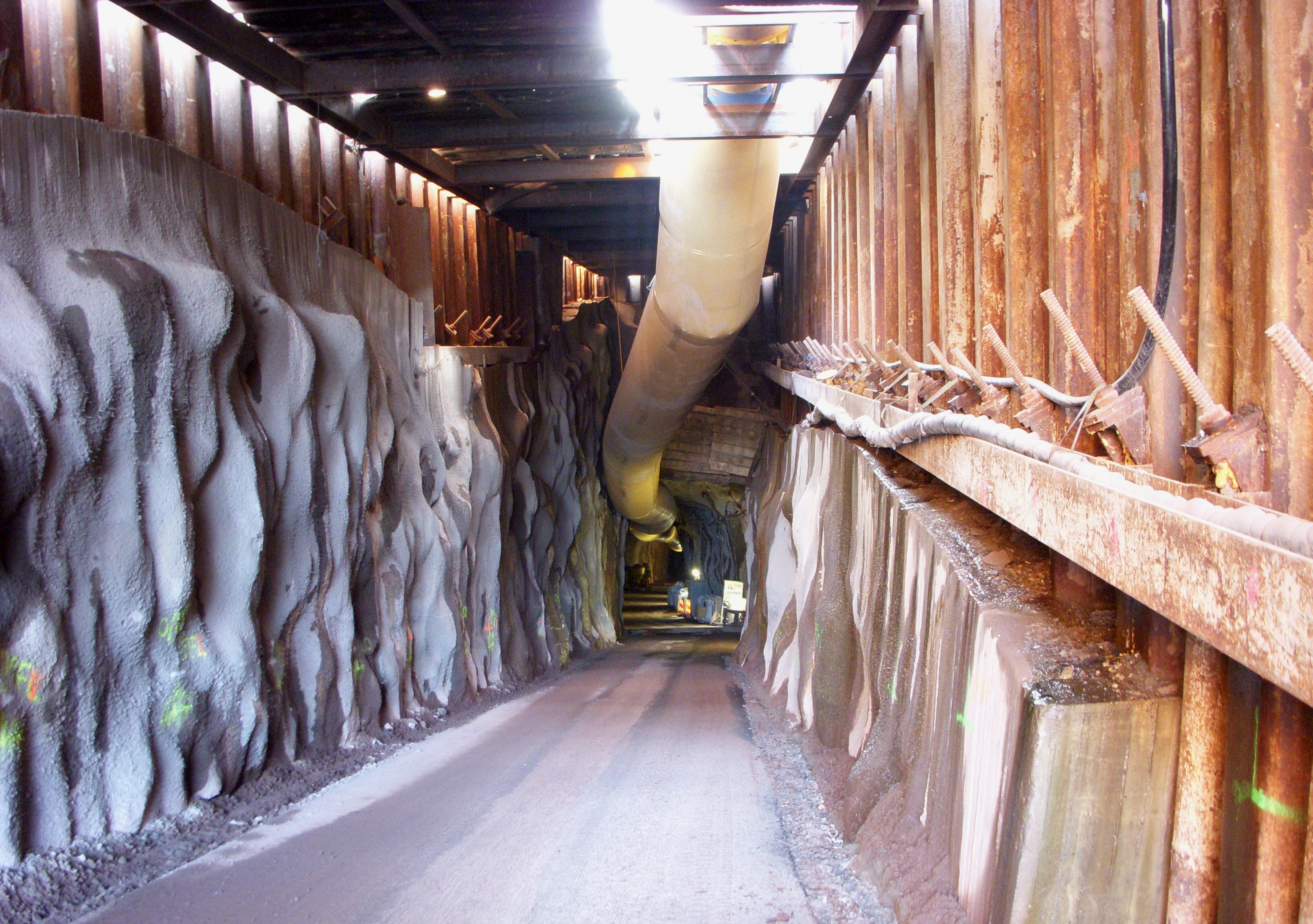
Roboty podziemne (21 września 2009)
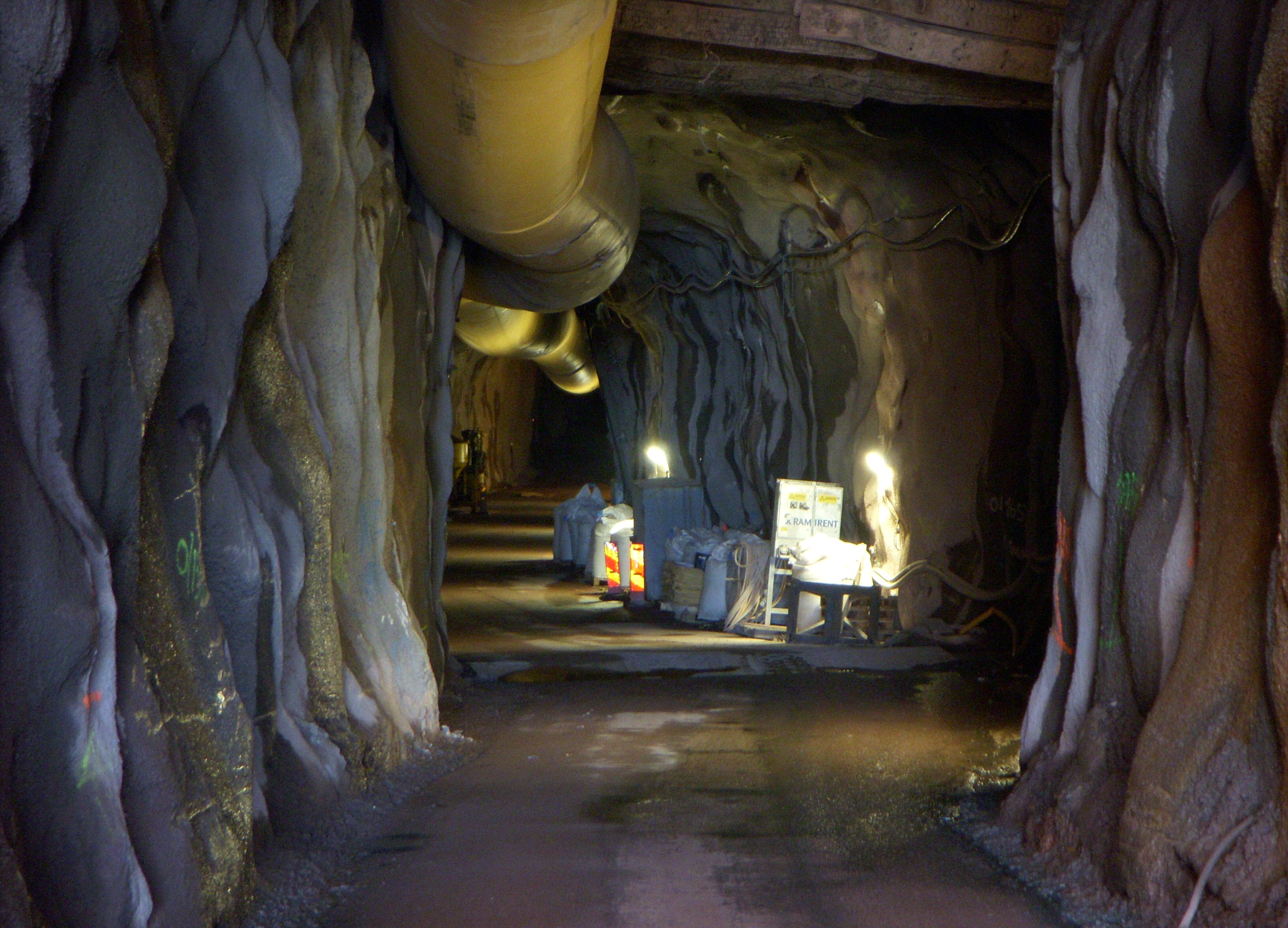
Roboty podziemne (21 września 2009)

Roboty budowlane na nocnej zmianie w okolicach ul. Söder Mälarstrand (1 grudnia 2009)
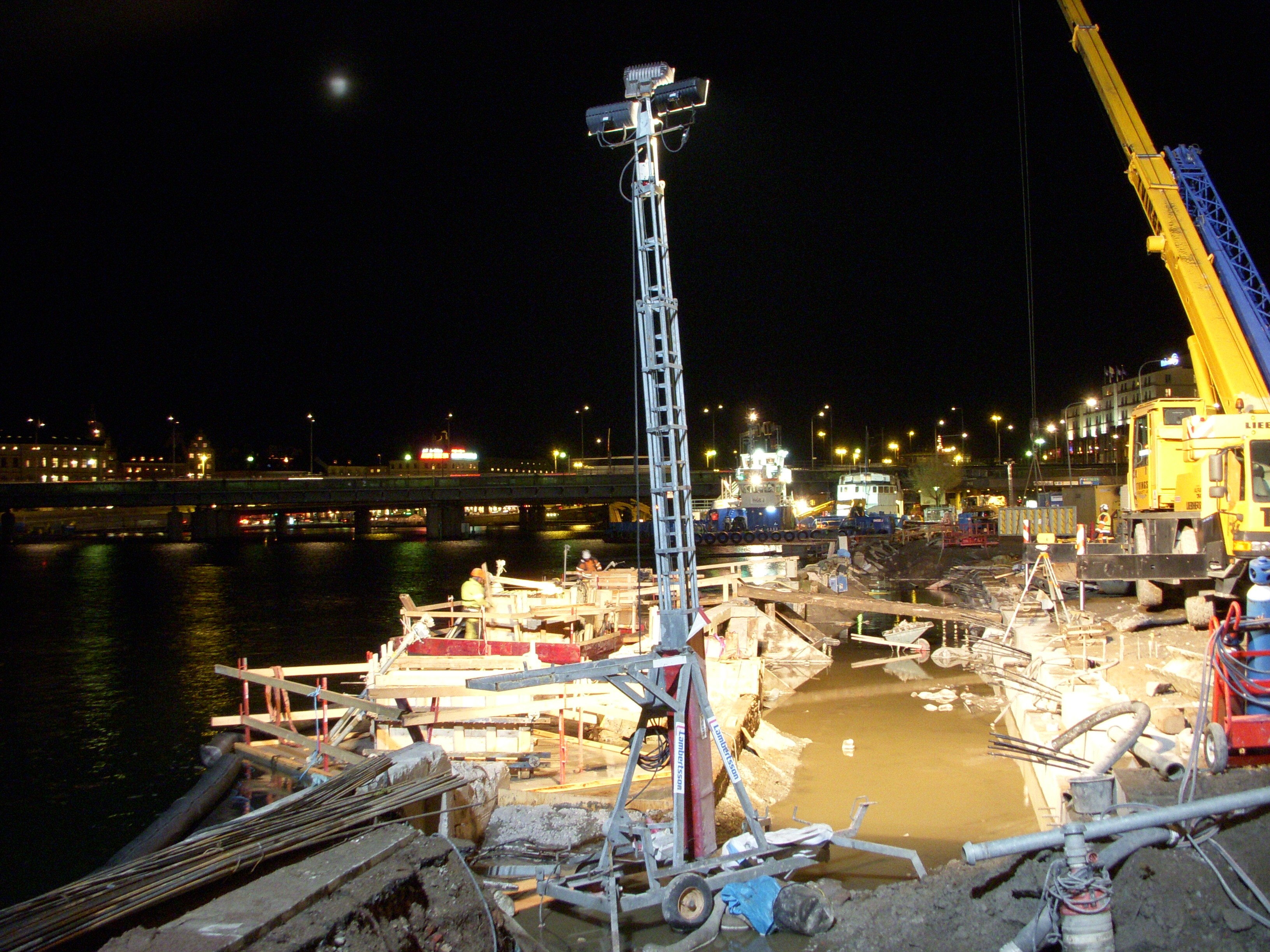
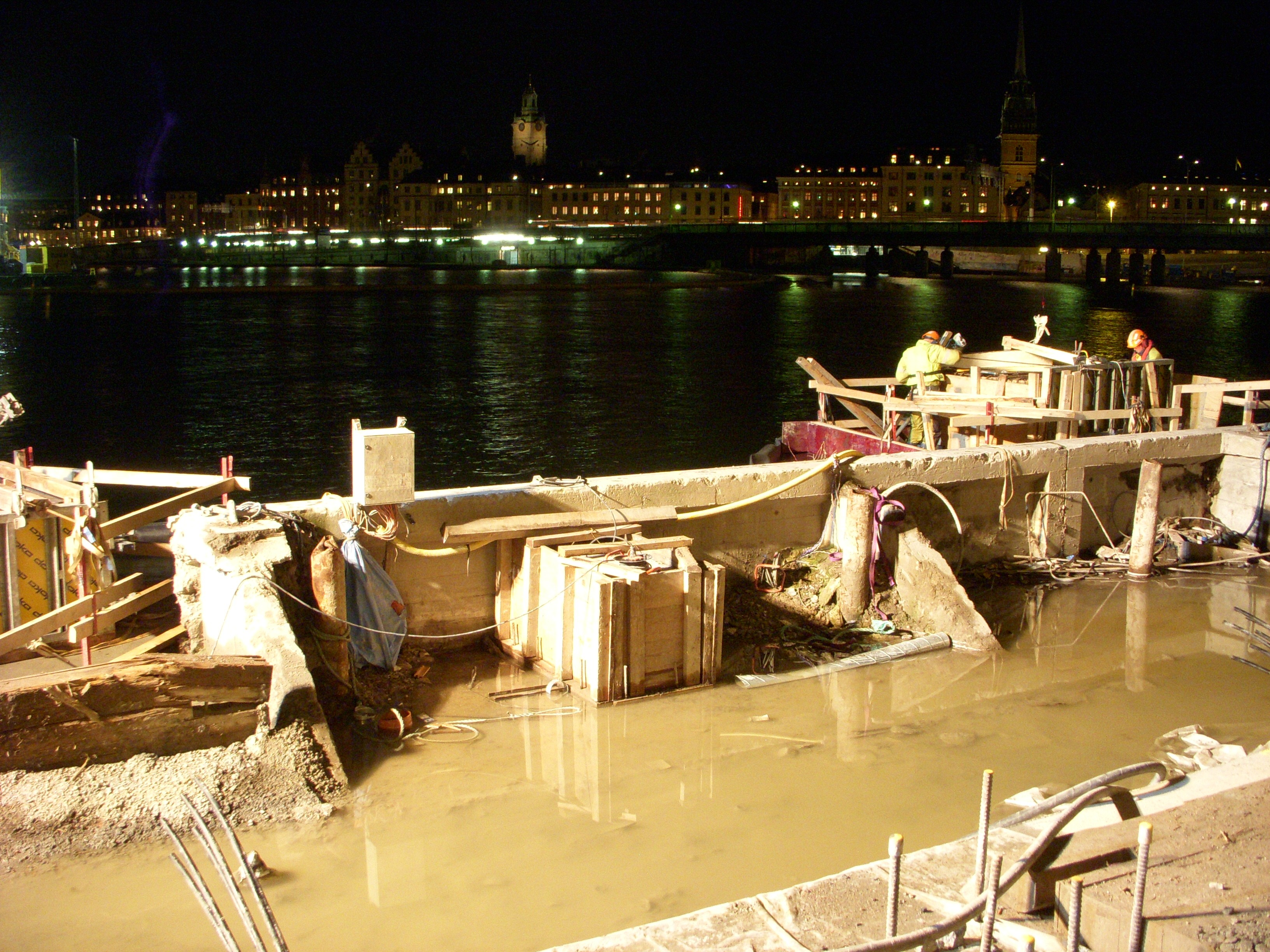
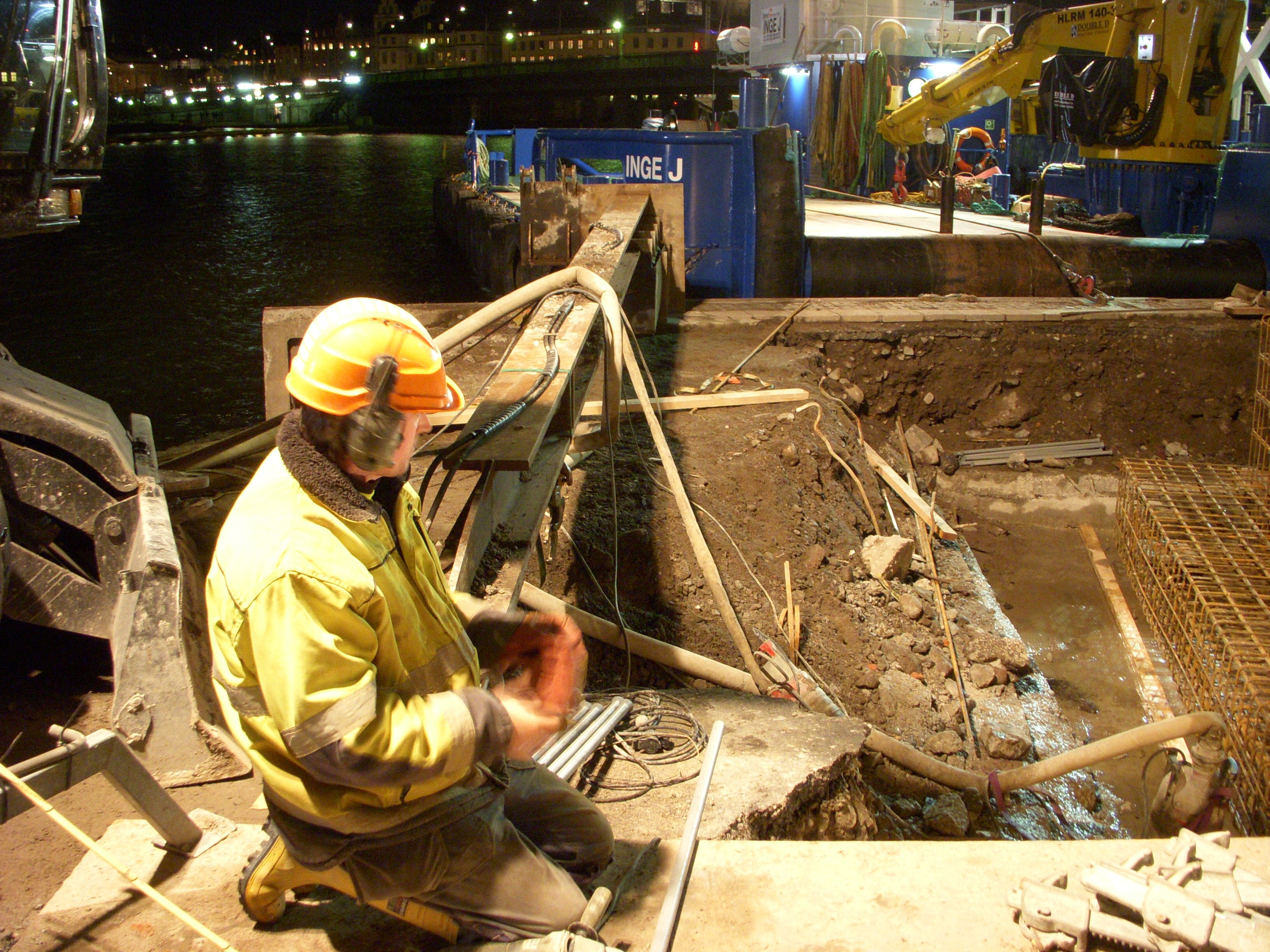
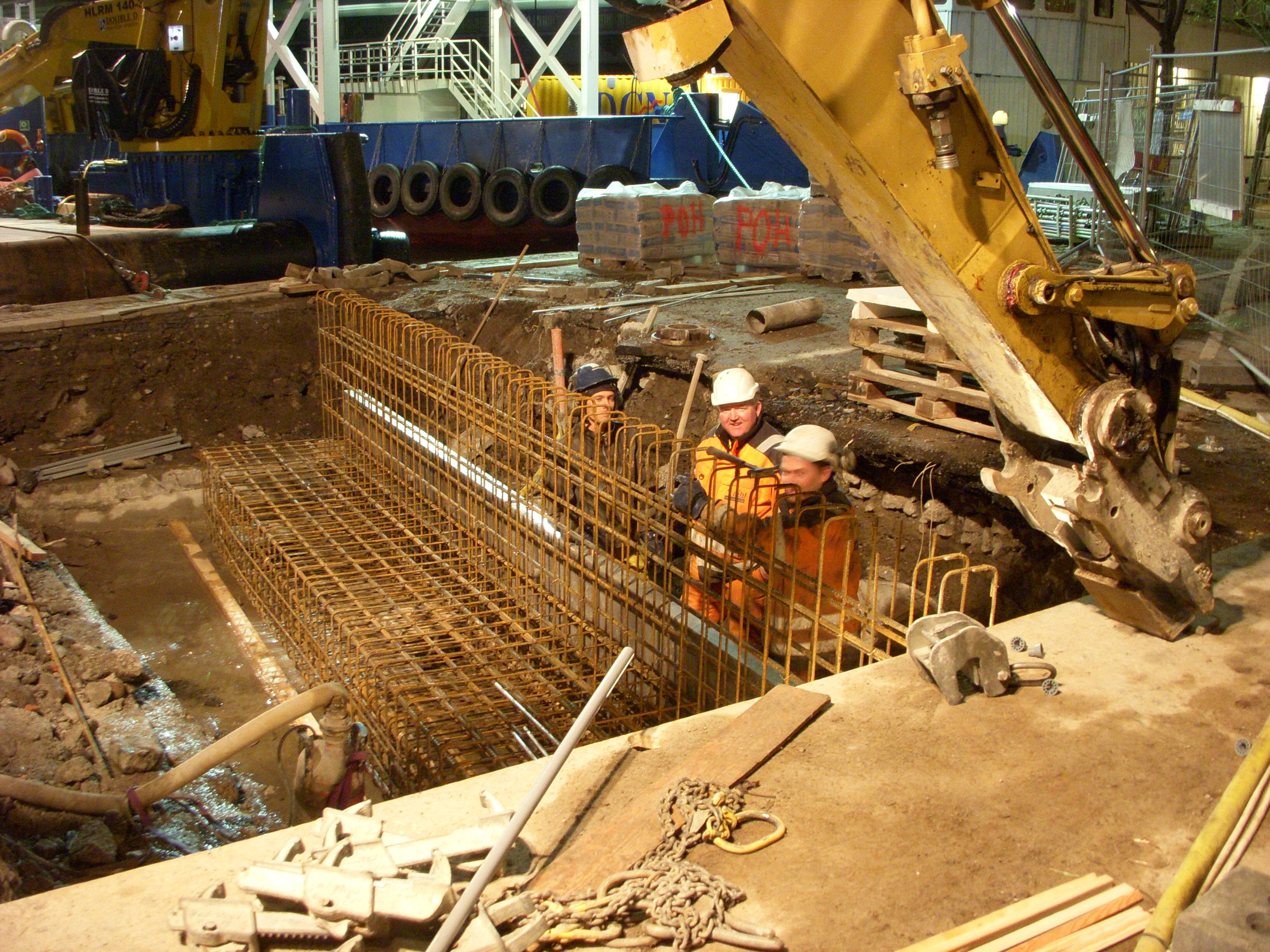